# Wolbórz
Wolbórz è un comune rurale polacco del distretto di Piotrków, nel voivodato di Łódź.
Ricopre una superficie di 151,22 km² e nel 2004 contava 7 694 abitanti.